# Джая Ананда
Джая Ананда (д/н — 1336) — раджа-ді-раджа Чампи в 1326–1336 роках. У в'єтнамських джерелах відомий як Те (Че) Анан.

## Життєпис
За деякими припущеннями мав родинні стосунки з в'єтнамською династією Чан. При народженні звався Паталтор. Замолоду перейшов на службу до раджа-ді-раджи Сімхавармана V, де дослужився до високих військових посад, зрештою очоливши військове відомство.
1318 року після поразки і втечі Сімхавармана V рішенням імператора Чан Мінь Тонга Джая Ананд призначається вионгом (князем-правителем) Чампи, яку було перейменовано на Хіеу Тхань. Він повсякчас вимушен протистояння чампській знаті й намаганням династії Чан повністю поглинути країну.
З 1320 року став проводити політику, спрямовану на відродження незалежності. 1323 року відправив посольство до імперії Юань, сподіваючись отримати там визнання незалежним від Дайв'єту володарем. 1326 року відбив напад військ, відправлених Чан Мінь Тонгом. З цього часу починається панування нової — Дванадцятої династії Чампи.
Зберіг владу до самої смерті 1336 року, відновивши частково політичну і економічну потугу. Після його смерті почалася боротьба між сином Джамо (Те Мо) і швагером Махасавою.